# José Echenagusia Errazquin

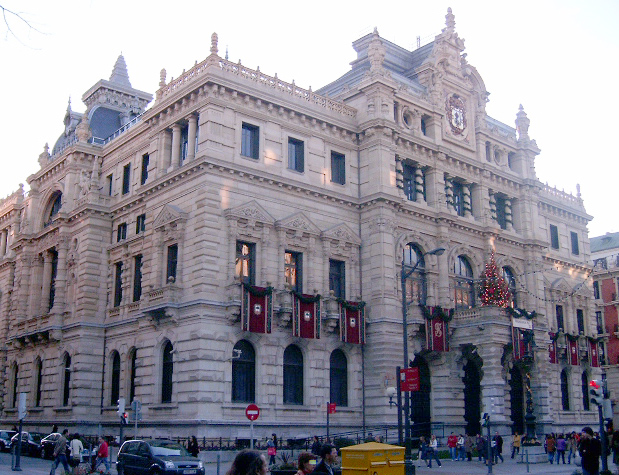
Palau de la Diputació Foral de Biscaia a Bilbao, que Echena va decorar amb les seves millors obres.

José Echenagusia Errazquin, anomenat Echena (Hondarribia, Guipúscoa, 1844 - Roma, 1912), fou un pintor basc situat estilísticament entre l'academicisme i el preciosisme. Pertany, per tant, al corrent ortodox o conservador dominant en l'època, que va ser reticent a les novetats de l'impressionisme i el modernisme. Echena va ser, juntament amb Eduardo Zamacois y Zabala, el primer artista basc de projecció internacional, anterior en diverses dècades a Ignacio Zuloaga.

## Vida i obra
Va néixer en el si d'una família mitjanament acomodada i amb cultura. Gràcies a això, va cursar estudis bastant complets, inusuals en una localitat provinciana com era Hondarribia, i va aconseguir una feina al Govern Civil de Burgos. No obstant això, el seu interès per l'art el portaria a mudar-se a Bilbao.
En esclatar la Tercera Guerra Carlina (1872) Echenagusia va optar per viatjar a França, per tal de completar la seva formació com a pintor. Li interessaven artistes d'èxit com Meissonier i Marià Fortuny. Després, gràcies al cobrament d'una herència, va poder viatjar a Itàlia, meca de tots els artistes europeus de tradició academicista, que es mostraven reticents a la ruptura que suposava l'impressionisme, els seguidors del qual es concentraven a París.
Després d'una etapa a Venècia, Echenagusia s'instal·là a Roma cap a 1876 i va entrar en el cercle d'artistes espanyols de la ciutat, que incloïa l'andalús José Villegas Cordero. Villegas, en no poder pronunciar el difícil cognom basc Echenagusia, li deia «Echena ... i no sé què», d'on va sorgir el sobrenom abreujat Echena, que el mateix pintor va començar a emprar com a firma.
Echena va despuntar a Roma com a pintor de petits formats (tableautins) a l'estil de Marià Fortuny. Els seus temes recurrents eren els anomenats de casacón: escenes historicistes de soldats i ambients cortesans. També va pintar paisatges de Venècia, dels quals n'hi ha algun exemple a la col·lecció de la Fundació Kutxa de Sant Sebastià. Emprava per a aquests quadres una pinzellada solta i menuda, a l'estil preciosista, amb un colorit viu. Per als grans formats, Echena seguia receptes de mestres antics com Giambattista Tiepolo i Mengs, que sintonitzen menys amb el gust actual.
Va retornar a Hondarribia, on va fer diversos treballs: va dissenyar el nou escut de la vila, els vestits per a la processó de Setmana Santa i va pintar un mural en una església.
El seu èxit comercial va radicar, amb tot, en els formats reduïts. Diverses cases reials adquirir obres seves, igual que l'escriptor Charles Dickens. La seva pintura més ambiciosa va ser Crist en el Gòlgota, que va ser donada a conèixer en reproduccions per la firma Goupil. Lamentablement, aquesta pintura es dona per perduda i amb prou feines en subsisteix una versió reduïda (col·lecció del banc BSCH).
La resta de la seva vida la va passar a Roma, on va morir per unes febres. Abans, va deixar com la seva obra principal les pintures del Palau de la Diputació Foral de Biscaia a Bilbao: dos famosos murals al Saló del Tron (Jurament dels Furs i La pacificació), reproduïts en nombrosos llibres, i en una altra sala un sostre circular inspirat en Les filadores de Velázquez. També va efectuar alguns treballs en el proper Palau Chávarri, actual Delegació del Govern. Echena va abordar també el gènere del retrat (Retrat de Labayru) i va dissenyar una vidriera, tant un esbós com el vitrall definitiu es troben en el Palau Foral de Sant Sebastià.
Un altre exemple singular és el gran quadre Samsó i Dalila (Museu de Belles Arts de Bilbao).